# Zu fünft im Leben
Zu fünft im Leben (Originaltitel: Pilot) ist die erste Episode der ersten Staffel der US-amerikanischen Jugendserie Party of Five. Die US-amerikanische Jugendserie entstand von 1994 bis 2000 und zeigt in 142 Episoden das Schicksal der Geschwister Salinger, die nach dem Tod ihrer Eltern auf sich gestellt sind. Unter diesen dramatischen Umständen werden sie gezwungen, füreinander Verantwortung zu übernehmen und ihr Leben der Realität anzupassen. Dabei entwickeln sich ganz unterschiedliche Lebensentwürfe.

## Handlung
Der 24-jährige Charlie Salinger muss nach dem tödlichen Autounfall seiner Eltern die Vormundschaft für seine Geschwister übernehmen. Damit ist er eigentlich überfordert und möchte lieber sein eigenes Leben wie gewohnt und mit seiner Freundin verbringen, anstatt sich um seine Geschwister zu kümmern. Aufgrund der mangelnden Aufsicht und Kontrolle kauft Bruder Bailey statt eines Familienkombis einen neuen Jeep, was umgehend für Ärger mit seinem großen Bruder Charlie sorgt. Auch Schwester Julia kauft sich lieber von ihrem Geld, das für das Studium gedacht ist, eine neue Lederjacke, da sie einem Jungen imponieren möchte.
Die Geldsorgen wachsen, als unbedingt ein Kindermädchen für Owen gebraucht wird und
ein Klempner mit dringenden Reparaturarbeiten beauftragt werden muss. Angesichts dieser finanziellen Nöte versetzt Claudia, die das musikalische Wunderkind der Familie ist, ihre über alles geliebte Geige in einem Pfandhaus. Doch da Charlie das Familienerbe in ein Immobilienprojekt investiert hat und es dabei verloren ging, bringt der Erlös der Geige die Kinder nicht aus ihrer Notlage. So wie es aussieht, hat die Familie durch Charlys Schuld für ein halbes Jahr keinerlei Einkünfte. Charlie sieht ein, dass er seine Aufgabe als Familienoberhaupt unbedingt ernster nehmen muss und zieht wieder zu Hause ein. Es gelingt ihm sogar, Claudias Geige wiederzubeschaffen, doch hat er noch immer keinen festen Job. Der Versuch, vom neuen Besitzer des Restaurants „Salinger“, das seinem Vater gehörte, einen Kredit zu erhalten, endet damit, dass Charly fortan in dem Restaurant mitarbeiten muss, um seine Familie versorgen zu können. Bailey ist es gelungen, ein Arrangement mit einem Kindermädchen zu treffen. Dafür, dass sie sich mit ihnen den Jeep teilt, lassen sich die Kosten für ihre Anstellung senken. Angesichts dieser ersten Bewährungsprobe gönnen sie sich ihr traditionelles Familienessen, bei dem alle versammelt sind und sind optimistisch, auch die noch vor ihnen liegenden Probleme gemeinsam zu bewältigen.

## Musik
Die Musik zur Pilotfolge wurde von Jim Latham komponiert. Als Musikstück zur musikalischen Untermalung der Episode wurde Everybody Hurts von R.E.M. genutzt.
BoDeans Hit Closer to Free wurde als Titelmelodie der Episode verwendet. Es wurde ihr einziger Singlehit, als dieser in der Pilotfolge verwendet wurde und daraufhin bis auf Platz 16 der Billboard Hot 100 kam und in Kanada sogar ein Nummer-eins-Hit wurde.

## Produktion
Das Konzept für die Episode kam von dem Drehbuchautor Christopher Keyser und Amy Lippman. Die Columbia Pictures Television mit ihren Produzenten-Team rund um Chris Keyser, Amy Lippman, Ken Topolsky, Mark B. Perry, Mitchell Burgess, Robin Green und Ken Topolsky produzierten die Pilotfolge, sowie viele weitere Episoden der Serie, in San Francisco, Kalifornien, wo die Pilotfolge auch gedreht wurde. Regie führte Richard Pierce.

## Rezeption
Zu fünft im Leben stieß bei den Medien im Produktionsland USA hauptsächlich auf Begeisterung. „Das beste TV-Drama... ehrliches, ungewöhnlich gut geschriebenes Drehbuch“, schrieb das Time Magazine. Die Zeitung USA Today befand: „Ein emotional anrührendes Drama.“ Die Pilotfolge erhielt zudem den renommierten Humanitas-Preis und den Golden Globe Award als beste TV-Episode.
Die Episode wird dem Genre Drama und Jugendserie zugeschrieben.

## Kulturelles
Die Episode, so wie die komplette Serie ist speziell an Jugendlichen orientiert und handelt von einer Gruppe Jugendlicher und ihrem langsamen Erwachsenwerden. Die Konzentration auf diese Jugendgruppe führt dazu, dass im Zentrum der Folgen zumeist alterstypische Probleme stehen wie Liebe, Freundschaft, Schule, Ausbildung, Selbstfindung, Anpassungsdruck oder die Pubertät. Die Zielgruppe ist meistens im Alter der Figuren und wird mit ihnen älter.